# Георг Зігмунд Фаціус
 Георг Зігмунд Фаціус  (англ. Georg Siegmund Facius; 1750 — після 1813) — англійський картограф, гравер та художник.

## Життєпис
Рідний брат-близнюк — Йоганн Готліб Фаціус. Брати Фаціус народилися в Регенсбурзі (Німеччина) та пройшли навчання граверної майстерності в Брюсселі. До 1776 р. їх роботи були вже добре відомими й вони переїхали до Лондона на запрошення Джона Бойддела (John Boydell) з яким працювали протягом багатьох років..

## Карти України
1769 р. Карта братів-близнюків — «Carte exacte d'une partie de l'empire de Russie et de la Pologne meridionale renferment l'Ukraine, la Podolie, la Volhynie, la Russie, la Petite Pologne, la Mazovie, et une partie de la Lithuanie avec la Petite Tartarie, la Moldavie, la Valaquie et la Transylvanie» (Детальна карта частини Російської імперії та Південної Польщі, що включає Україну, Поділля, Волинь, Русь, Малу Польщу, Мазовію та частину Литви з [сусідніми] Малою Тартарією, Молдавією, Валахією і Трансільванією). На карті — напис Ukraine, який охоплює Правобережну та Лівобережну Україну. Позначено українські історико-географічні землі: Russie (Русь) — територія Західної України з Холмом та Підляшшям, Podolie (Поділля), Volhynie (Волинь) та ін.